# Кепез
Кепез (тур. Kepez) — район в провинции Анталья (Турция), в настоящее время — часть города Анталья.